# Niphona tibialis
Niphona tibialis es una especie de escarabajo longicornio del género Niphona, tribu Pteropliini, familia Cerambycidae. Fue descrita científicamente por Gahan en 1893.
Se distribuye por India. Mide 21-22 milímetros de longitud.